# Jacomijne Costers
Jacomijne Costers (1462(?) - Antwerpen, 28 april 1503) was een Antwerpse non die verschillende religieuze teksten en gedichten schreef, die alleen in handschrift bewaard zijn gebleven. Haar bekendste werk is Visioen en Exempel.

## Biografie
Costers was een augustijner non in het Antwerpse klooster Valkenbroek, ook wel bekend als het Falcontinnenklooster. Aan het einde van de 15e eeuw waren er klachten over de discipline in het klooster. In 1489 brak in het klooster de builenpest uit, waardoor Costers ook getroffen werd. Op haar ziekbed ontving Costers een visioen van een bezoek aan de hel. Ze stelde deze ervaring te boek in haar werk Visioen en Exempel. In 1503 brak in het klooster opnieuw de pest uit, ditmaal met fatale gevolgen voor Costers.

## Werk
Het werk is een beschrijving van een hellegang, en leunt vrij expliciet op Tondalus' visioen. Costers beschrijft hoe ze doodziek op de laatste sacramenten lag te wachten, toen haar ziel uit haar lichaam werd gerukt en vervolgens door opgeschoten duivels naar een gekruisigde Jezus werd meegesleept wegens de liederlijke levensstijl die ze er tot dusver op nagehouden had. Maria en Johannes de Evangelist namen het voor haar op, met als gevolg dat er besloten werd dat ze terug naar haar aardse lichaam mocht keren, maar niet nadat ze de verschrikkingen van hel en vagevuur had meegekregen.
Ze beschrijft vervolgens een reis waarin ze diverse oud-bekenden uit de geestelijkheid tegenkomt, die blootgesteld staan aan de meest creatieve folteringen, zoals baden met kokend zwavelzuur. Een andere kamerzuster werd wegens haar geroddel voorzien van een gloeiende tong die ze over de grond moest meeslepen ("de welke hadde een gloeijende tonge totter aerden toe") Het woord "exempel" uit de titel geeft al aan dat er een voorbeeld gegeven moet worden; als de kloosterdiscipline niet hersteld zou worden zou dit lot hen ten deel vallen.
Het manuscript is in de 17e eeuw opgedoken en vervolgens heruitgegeven.
- Digitale Bibliotheek voor de Nederlandse Letteren: cost010
- Nederlandse Thesaurus van Auteursnamen: 276960777
- Virtual International Authority File: 285151508
- WorldCat: E39PBJt8jRJ8WxrbJ3HbhYHt8C